# Yudai Tanaka (fodboldspiller, født 1988)
 For alternative betydninger, se Yudai Tanaka. (Se også artikler, som begynder med Yudai Tanaka)
Yudai Tanaka (født 8. august 1988) er en japansk fodboldspiller.
Han har spillet for flere forskellige klubber i sin karriere, herunder Kawasaki Frontale, Tochigi SC, Gainare Tottori, Mito HollyHock, Vissel Kobe,  Hokkaido Consadole Sapporo og Blaublitz Akita.